# Букоцвіті
Букоцвіті (Fagales) — порядок покритонасінних рослин, що включає кілька добре відомих родин дерев. Згідно з сучасною класифікацією (APG IV) нараховує 7 родин, 33 роди, 1175 видів (див. таксономічну картку) та належить до підкласу розидів.

## Опис
Об'єднує деревні (рідше чагарникові, а ще рідше — чагарничкові) рослини з листками черговими або дуже рідко кільчастими, перисто-нервними, простими, від цілісних до пірчастолопатевих, з лінійними прилистками, які рано опадають. Квітки у більш-менш редукованих дихазіях, дрібні, невиразні, маточкові та тичинкові (однодомні чи рідко дводомні), інколи маточково-тичинкові, безпелюсткові. Тичинкові дихазії звичайно зібрані у сережкові суцвіття або іноді у маленькі головки. Окремі маточкові дихазії складаються з однієї-семи квіток і, як правило, оточені біля основи чашоподібною плюскою.

## Класифікація
Старі джерела, які використовують систему класифікації Кронкиста, включали в цей порядок тільки чотири родини: березові (Betulaceae), ліщинові (Corylaceae), букові (Fagaceae) і Ticodendraceae (у сучасних системах класифікації всі ліщинові включені до родини березових). Решта родин була розбита на три порядки підкласу гамамелідних (Hamamelidae). Казуариноцвітні (Casuarinales) містили в собі одну родину казуаринових (Casuarinaceae), горіхоцвіті містили родини горіхових (Juglandaceae) і роїптелейних (Rhoipteleaceae), а мірикові (Myricales) включали решту родин та Belanops.

## Галерея

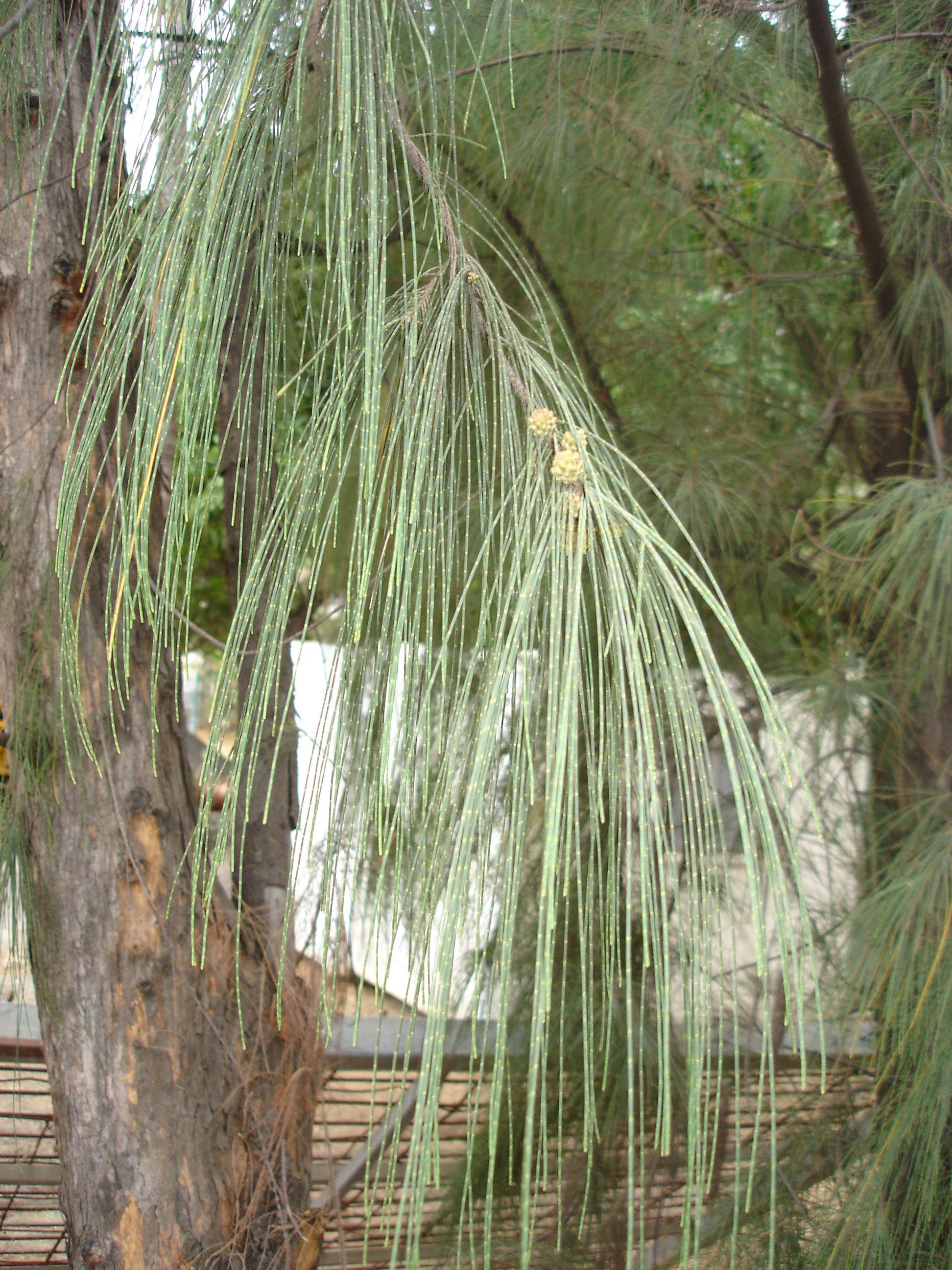
Казуарина хвощеподібна (Casuarina equisetifolia)
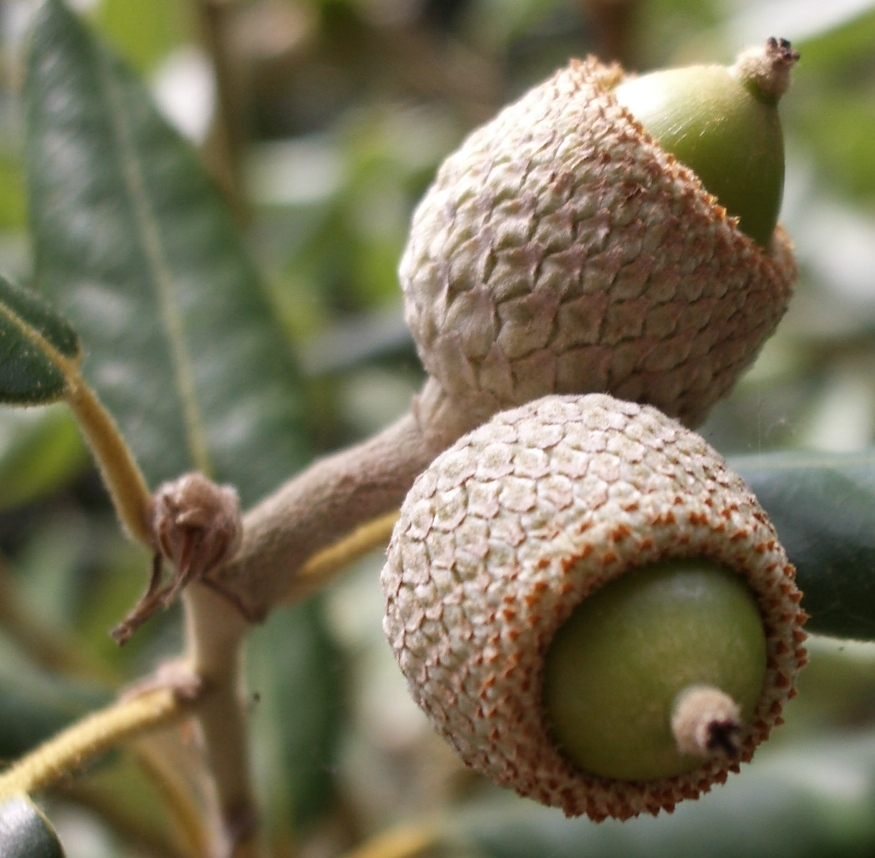
Жолуді кам'яного дуба (Quercus ilex)
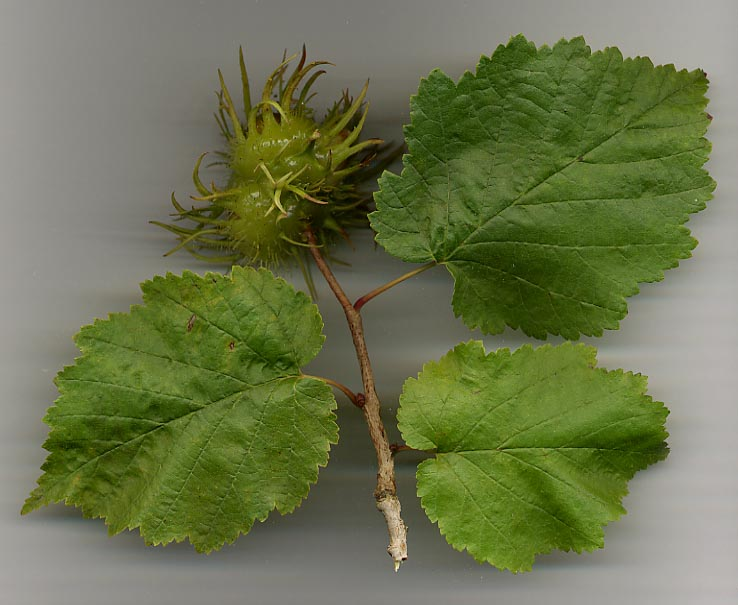
Листя і горіхи ліщини турецької (Corylus colurna)
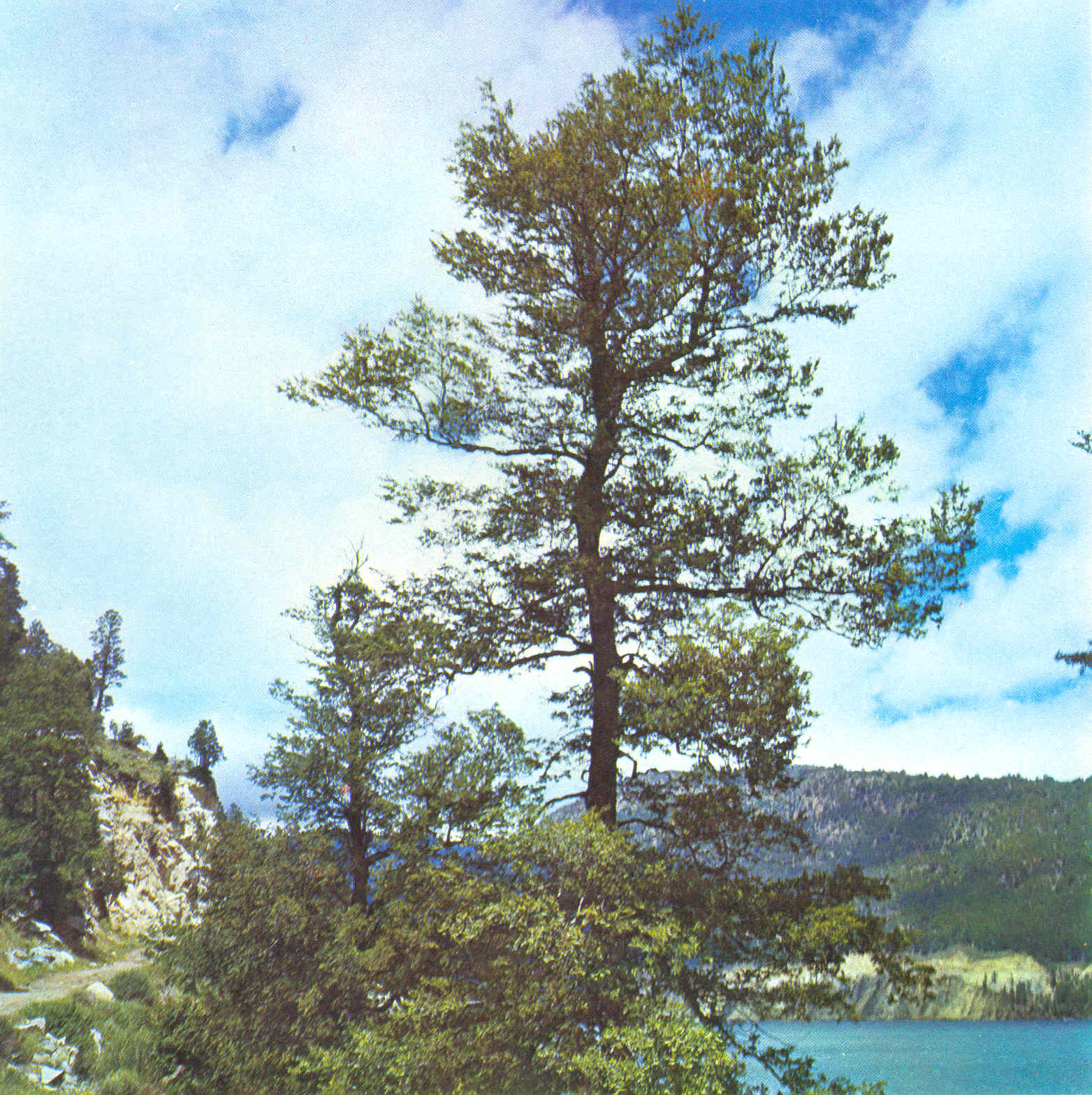
Робле (Nothofagus obliqua)
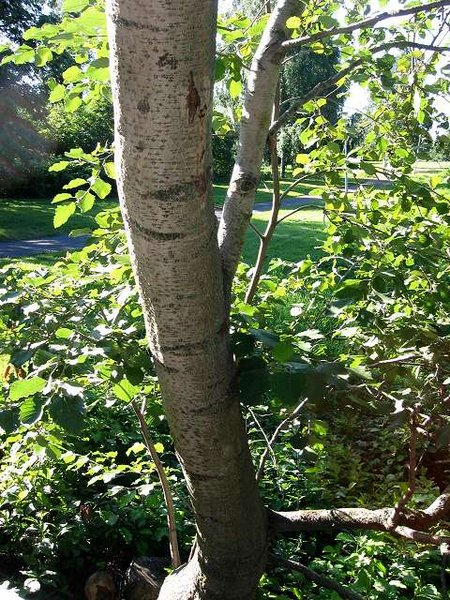
Вільха сіра (Alnus incana)